# 改革开放以前中华人民共和国腐败案件列表
本条目列举改革开放以前的中华人民共和国腐败案件列表，包括中央苏区时期。

## 中央苏区时期

### 谢步升
谢步升，叶坪村苏维埃政府主席。伪造通行证私自贩运物资到国民党统治区出售，谋取私利。为了夺妻和掠取钱物，秘密杀害干部和红军军医。1932年5月9日，中华苏维埃共和国临时最高法庭二审开庭，判处谢步升枪决，并没收个人一切财产。同日下午3时执行枪决。

### 左祥云
左祥云，在任职期间勾结反动分子，贪污公款246.7元。1934年2月13日，最高法院判决左祥云死刑，执行枪决，其他有关人员做了相应判决。2月18日，执行左祥云枪决。

### 唐达仁、蓝文勋、杨世珠
早年参加中国共产党，并担任中华苏维埃共和国中央政府瑞金县会计科长，任内贪污。1933年12月28日，毛泽东主持中央政府人民委员会会议，决定撤销瑞金县财政部长蓝文勋职位，枪决唐达仁，警告处分瑞金县苏维埃主席杨世珠。

### 黄克功
黄克功（1911-1937），中国工农红军将领，江西南康人。1927年参加革命，历任排长、连长、营政治指导员、抗日军政大学第15队和第6队队长，参加反围剿战争和长征。1937年10月5日因向女大学生刘茜逼婚未遂将后者枪杀，11月经陕甘宁边区高级法院审判后被枪决。

### 肖玉壁
肖玉壁，清涧县张家畔税务所主任。贪污受贿3000元，利用职权，私自做生意，甚至把把根据地奇缺的食油、面粉卖给国民党破坏队，影响极坏。边区政府依法判处他死刑，最终被执行枪决。

## 建国初期

### 刘青山、张子善
1950年至1951年刘青山與张子善兩人在擔任天津专区領導的期間，盜竊地方糧款289151萬元（人民幣舊幣）、防汛水利專款30億元、救災糧款4億元、幹部家屬救濟糧款14000萬元，剋扣修理機場民工供應補助糧款54330萬元，賺取治河民工供應糧款37473萬元，倒賣治河民工食糧從中漁利22億元。此外還以修建為名騙取銀行貸款60億元，從事非法經營。
1952年2月10日，中華人民共和國政府以貪污罪名在保定东关大校场公開處決劉青山和張子善。

## 研究与报告
1951年8月31日，中共东北局书记高岗在东北局的党员干部会议上率先发表了《反对贪污蜕化、反对官僚主义》的讲话。1950年前8个月处理了党政工作人员贪污分子3258人，其中党员干部占十分之二上下。
“三反”运动初期，中央财政部、中央贸易部、中央水利部、中央轻工业部以及人民银行总行等部门的党组报称，初步估计，贪污人数通常要占到机关总人数的30％～40％左右。